# دوغومار مارتينيز
دوغومار مارتينيز (بالإسبانية: Dogomar Martínez)‏ (30 يوليو 1929 – 7 فبراير 2016) هو ملاكم أوروغواياني راحل، مثّل بلاده في الألعاب الأولمبية الصيفية 1948.

## روابط خارجية
دوغومار مارتينيز على موقع بوكس ريك (الإنجليزية) (registration required)
- دوغومار مارتينيز على موقع أوليمبيديا (الإنجليزية)